# Ivan Klánský
Ivan Klánský, né à Prague le 13 mai 1948 est un pianiste et pédagogue tchèque. Son fils Lukáš Klánský est également pianiste.

## Biographie
Ivan Klánský étudie au Conservatoire de Prague avec Valentina Kameníková (1963-1968) et à l'Académie des arts du spectacle à Prague avec František Rauch (1968–1973). 
Il a été lauréat de plusieurs concours internationaux : second prix du Concours Busoni 1967 (premier prix non décerné), du Concours Jean-Sébastien Bach de Leipzig en 1968 et du Concours Paloma O'Shea en 1976, Naples (1968), Varsovie (1970), Barcelone (1970), Fort Worth au Texas (1973).
Depuis 1983, il est professeur à l'Académie tchèque des arts musicaux de Prague, et depuis 1997 le responsable du département des instruments à clavier. Depuis 1995, il est le président de la Société Chopin (jusqu'en 1998), du Festival Chopin à Marianske Lazne et a été président du Conseil des sociétés musicales de la Fondation tchèque Musique. 
Il enregistre pour les labels Naxos, Supraphon et Praga (Harmonia Mundi).
Klánský est titulaire d'une chaire de professeur à la Haute École de Lucerne (1991–2011) et un des membres du Trio Guarneri de Prague (fondé en 1986) avec Čeněk Pavlík (violon) et Marek Jerie (violoncelle). Ses élèves les plus importants ont été les gagnants du concours du « printemps de Prague » : Martin Kasík et Ivo Kahánek.

## Sources
- Ivan Klánský sur Naxos
- Klánský Concours international de piano Frédéric-Chopin 1995
- (en) « Fondazione Concorso Pianistico Internationale Ferruccio Busoni » sur concorsobusoni.it
- Bach-Archiv Leipzig
- Discographie sur ArkivMusic.com
- Martha Argerich Foundation